# 이현초등학교
이현초등학교는 대한민국 경기도 용인시 기흥구 보정동에 있는 공립 초등학교이다.

## 학교 연혁
- 2003. 01. 08 설립인가
- 2003. 03. 01 27학급 개교(1010명)
- 2003. 03. 01 초대 이응선 교장 취임
- 2004. 03. 01 특수학급 개설
- 2004. 03. 01 병설유치원 개원
- 2007. 03. 01 제2대 황재영 교장 취임
- 2008. 03. 01 35학급 편성(특수학급 1)
- 2009. 03. 01 제3대 강재일 교장 취임
- 2010. 02. 11 제7회 졸업식(182명)
- 2010. 03. 01 34학급 편성(특수학급 1)
- 2011. 02. 17 제8회 졸업식(195명)
- 2011. 03. 01 31학급 편성(특수학급 1)
- 2012. 02. 16 제9회 졸업식(167명)
- 2012. 03. 01 33학급 편성(특수학급 1)
- 2012. 09. 01 제4대 고석인 교장 취임
- 2013. 02. 19 제10회 졸업식(171명)
- 2013. 03. 01 30학급 편성(특수학급 1)
- 2014. 02. 14 제11회 졸업식(145명)
- 2014. 03. 01 29학급 편성(특수학급 1)
- 2014. 09. 01 제5대 이귀자 교장 취임
- 2015. 02. 13 제12회 졸업식(134명)
- 2015. 03. 01 29학급 편성(특수학급 1)